# Balaram Pota
Balaram Pota é uma vila no distrito de Haora, no estado indiano de Bengala Ocidental.

## Demografia
Segundo o censo de 2001, Balaram Pota tinha uma população de 4488 habitantes. Os indivíduos do sexo masculino constituem 52% da população e os do sexo feminino 48%. Balaram Pota tem uma taxa de literacia de 71%, superior à média nacional de 59,5%; com 56% para o sexo masculino e 44% para o sexo feminino. 14% da população está abaixo dos 6 anos de idade.